# Topielec

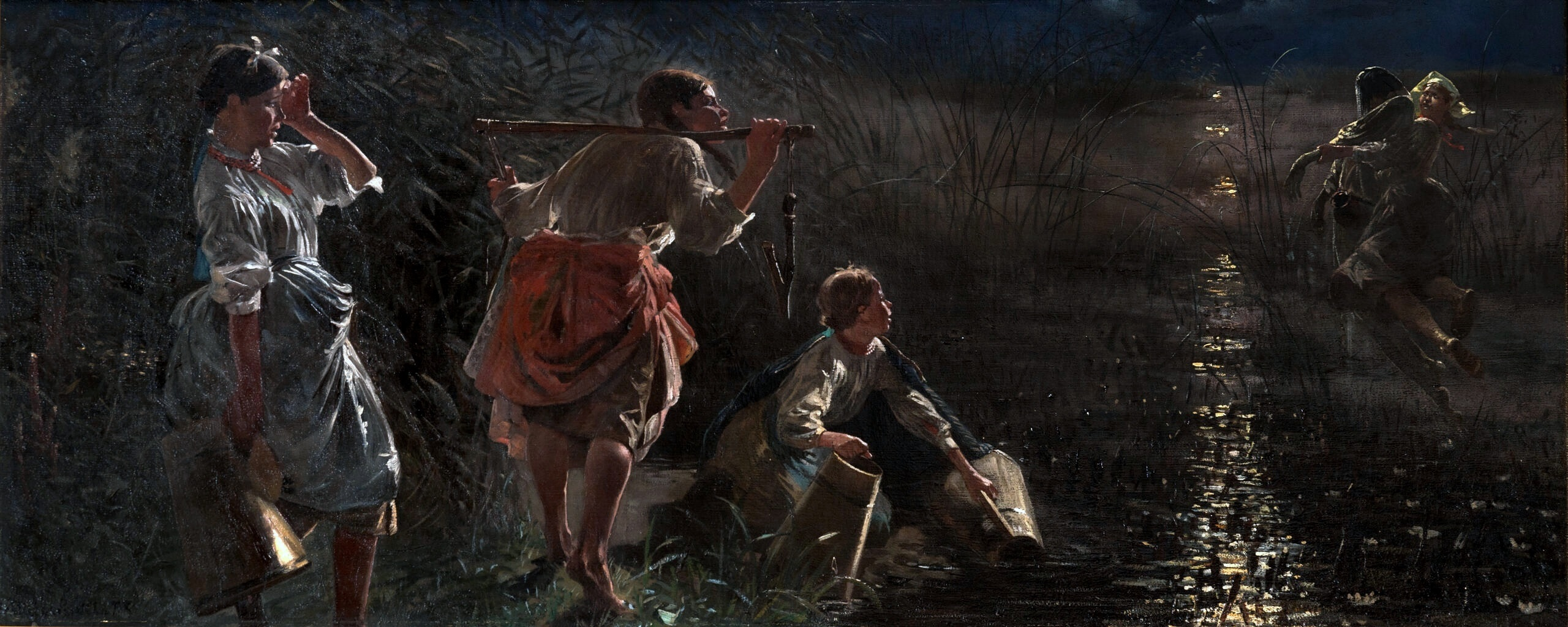
Un topielec dans une œuvre de Jacek Malczewski.

Un Topielec (pluriel : Topielce) est un esprit de la mythologie slave qui vit dans l'eau.
C'est une créature noyeuse.